# إيما كامدن
إيما كامدن (بالإنجليزية: Emma Camden)‏ هي فنانة زجاجية ‏ نيوزيلندية، ولدت في 1966.

## وصلات خارجية
- الموقع الرسمي